# Бодагова
Бодагова — упразднённая деревня в Викуловском районе Тюменской области. Входила в состав Ермаковского сельского поселения. В 2004 году исключена из учётных данных, в связи с прекращением существования.

## География
Располагалась на правом берегу реки Тенис в близи места впадения её в Ишим, на расстоянии примерно 11 километре (по прямой) к северо-западу от села Ермаки.

## История
В 1926 году деревня Бадачева состояла из 43 хозяйств, основное население — русские. В административном отношении входила в состав Резановского сельсовета Усть-Ишимского района Тарского округа Сибирского края.

## Население
| 1926 | 1989 | 2002 |
| ---- | ---- | ---- |
| 218  | ↘2   | ↘0   |